# Flughafen Jodhpur

i7
i11
i13
Der ca. 219 m hoch gelegene Flughafen Jodhpur (englisch Jodhpur Airport) ist ein – in Teilen auch militärisch genutzter – nationaler Flughafen ca. 22 km östlich der Stadt Udaipur in Rajasthan/Nordindien.

## Geschichte
Erste Nutzungen des Flugfeldes fanden in den 1920er Jahren durch den von Maharadscha Umaid Singh gegründeten Jodhpur Flying Club statt. In den darauf folgenden Jahren wurde der Flugplatz vergrößert und mit einer Start-/Landebahn aus Beton oder Asphalt versehen. Während des Zweiten Weltkriegs wurde er von der britischen Royal Air Force genutzt.

## Verbindungen
Verschiedene indische Fluggesellschaften betreiben mehrmals tägliche Linienflüge nach Delhi und Mumbai; andere Destinationen sind Pune, Ahmedabad, Indore, Belgaum, Kalkutta, Chennai, Hyderabad, Guwahati und Bangalore.

## Sonstiges
- Betreiber des zivilen Teils des Flughafens ist die Airports Authority of India.
- Es gibt eine Start-/Landebahn mit 2745 m Länge.